# Jacamim-de-costas-cinzentas
O jacamim-de-costas-cinzentas (nome científico: Psophia crepitans) é uma ave gruiforme pertencente à família Psophiidae (jacamins), que habita unicamente no noroeste da Amazónia, nas Guianas, Venezuela e Brasil, a norte dos rios Amazonas e Negro.

## Etimologia
Seu nome vem do tupi antigo iakamĩ.

## Descrição
Mede entre 42 e 52 cm de altura e pesa em média 1,5 kg.
O corpo é arredondado; as patas longas e fortes, adaptadas a seus hábitos terrestres; o pescoço comprido e o bico curto e amarelo. A plumagem é preta ou preta-azulada com as asas mescladas de cinza e ocre. Raramente voa e só por distâncias curtas. Pode nadar.
As outras espécies de jacamim podem se distinguir facilmente pela cor das asas: Psophia viridis de asas verdes escuras e Psophia leucoptera de asas brancas. Entretanto, Psophia napensis é similar, mas vive em território distinto.

## Comportamento
Vive em bandos de 5 a 50 indivíduos que percorrem as florestas úmidas buscando frutos, sementes, insetos e pequenos répteis que lhes servem de alimento. A fêmea põe em buracos das árvores de 3 a 4 ovos brancos, que são incubados por diferentes membros do grupo de ambos sexos.
Canta com um zunzum baixo, mas faz chamadas com um som muito forte, grave e ruidoso que se escuta na distância. Por isso é domesticado para que sirva como guardião. Atribui-se a ele a capacidade para espantar ou matar serpentes. Adapta-se bem à domesticação e convive com outras aves de curral. É utilizado também como ave ornamental.
Por ser sua carne comestível há perigo de que esta espécie desapareça nas zonas de colonização.